# 快楽の園
『快楽の園（かいらくのその、蘭: Tuin der lusten、西: El jardín de las delicias）』、または『悦楽の園（えつらくのその）』は、初期フランドル派の画家ヒエロニムス・ボスが描いた三連祭壇画。ボスが40歳から60歳の1490年から1510年の20年間のいずれかの時期の作品で、1939年からスペインのマドリードにあるプラド美術館に所蔵されている。ボスの作品の中でも最も有名な作品で、かつ最も大がかりな作品である。この絵画はボスが画家としての最盛期にあったときに描かれ、この作品のように複雑な寓意に満ち、生き生きとした表現で描かれているボスの作品は他に存在しない。

## 体裁
この三連祭壇画は板に油彩で描かれたもので、長方形の両翼を閉じると中央パネルを完全に隠す（いわば三面鏡のような）構造になっており、両翼裏面それぞれに半円ずつ描かれた天地創造の地球（当然ではあるが描かれている地球は当時の人々の考える（すなわち天動説を基にした）地球の姿である）のグリザイユが現れる。三枚のパネルに描かれている絵画はおそらく左翼、中央パネル、右翼へと展開する物語になっているが、必ずしも左翼から観なければならないというわけではない。左翼には神がアダムにイヴを贈る場面、中央パネルには猥雑で人目を引く裸体の人物、空想上の動物、巨大な果物、石などが積み上げられた構造物などの広大な情景、右翼には地獄で拷問を受ける罪人などがそれぞれ描かれている。
美術史家や評論家は『快楽の園』を誘惑からの危険に対する警告を意図した作品であると解釈することが多い。しかしながら、特に中央パネルに描かれた複雑な象徴的意味が何を表しているのかが何世紀にもわたって学術論争の的になってきた。20世紀の美術史家の間では、祭壇画の中央パネルには道徳的な警告が描かれていると解釈する研究者と、失楽園が描かれていると解釈する研究者との二派に大きく分かれている。アメリカ人作家のピーター・S・ビーグルは「不道徳で享楽的な雰囲気に満ちあふれ、観る者全てを窃視症にするかのような性的狂乱が描かれている」としている。
ボスは画家としてのキャリアを通じて、3点の大きな三連祭壇画を制作した。どの祭壇画もそれぞれのパネルに描かれた題材が重なり合い、全体として一つの意味が表現される構成になっている。これら3点の祭壇画に共通して言えることは、どれも特定の歴史や信仰に直接関連するテーマを扱ったものではないということである。当時の三連祭壇画は左翼、中央パネル、右翼へと物語が流れていき、両翼にはエデンと最後の審判が描かれ、中央パネルには何らかの寓意を秘めた作品が多かった。『快楽の園』が教会の装飾用として制作されたのかどうかははっきりとしていない。しかし、中央パネルと右翼に描かれている極端な内容からすると教会や修道院で使用されていたとは考えにくく、一般信徒の依頼に応じて制作された可能性が高い。

## 来歴
『快楽の園』の制作年度ははっきりしていない。ルードヴィヒ・フォン・バルダスは1917年の著作で、ボスの若年期の作品ではないかとしている。しかしながら1937年のシャルル・デ・トルネイの著作以来、20世紀美術史家の間では、この絵画が1503年から1504年にかけて描かれた作品か、あるいはもっと後になってから描かれた作品であるという見解で一致している。どちらの見解であれ、制作年度の根拠はこの作品における空間表現の「古典的」な手法にある。現代になってからの年輪年代学の測定で『快楽の園』に使用されているオーク板が1460年から1466年の間に切り出されたものであり、少なくともこの作品がその年代以降に描かれたことが判明した。絵画の支持体として木板を使用する場合には、経年変化によるひび割れなどの原因となる水分を抜くために一定期間そのまま保管されるため、このオーク板にボスが『快楽の園』を描いたのは板が切り出された年代よりも数年以上後のことになる。さらにこの作品には「新世界」である南アメリカ原産の果物であるパイナップルが描かれていることから、クリストファー・コロンブスによる1492年のアメリカ大陸の発見以降に描かれたと推測されている。しかしベルナール・ヴァルメは年輪年代学による測定を根拠に、『快楽の園』はもっと早い年代に描かれたものであり、「新世界」の産物が描かれているというのは誤りで、作品に描かれているのはアフリカの産物であると主張している。ヴァルメは、ボスが古典的手法にこだわってこの絵画を描いたというデ・トルネイの考えを否定し、より新しい芸術性を求めていたとした。そしてこの絵画がナッサウ=ヴィアンデン伯エンゲルベルト2世 (en:Engelbert II of Nassau) の依頼に応じて制作されたもので、その時期はエンゲルベルト2世がスヘルトーヘンボスで金羊毛騎士団の会合に出席した1481年か、その直後であると主張した。

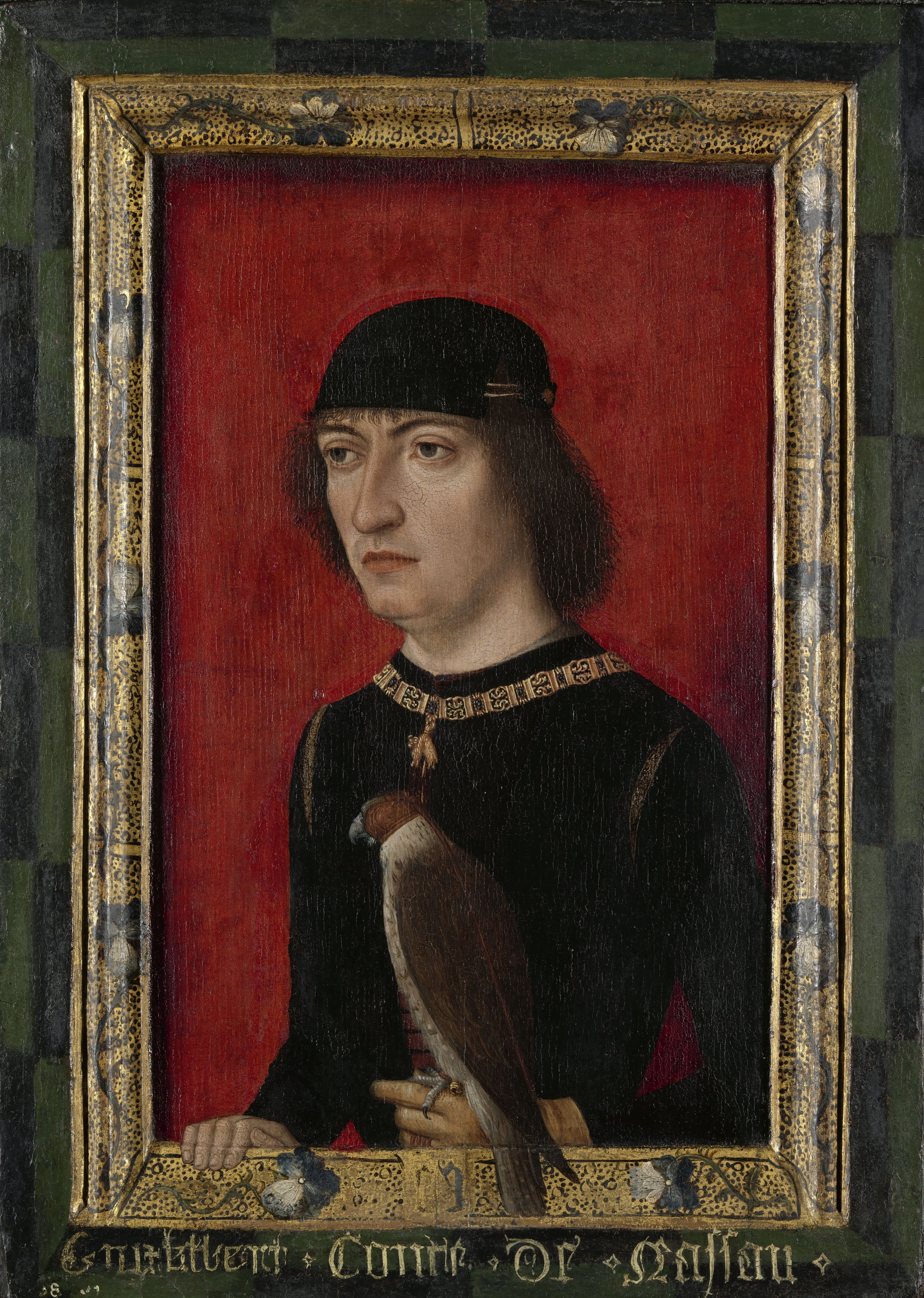

『快楽の園』が最初に文献に現れるのは1517年で、ボスが死去した翌年にあたる。16世紀のイタリアモルフェッタの律修司祭で美術愛好家でもあり、枢機卿の随行員としてヨーロッパ各地を巡ったアントーニオ・デ・ベアティスの記録で、この作品がブリュッセルのナッサウ伯爵邸宅の装飾になっているというものである。ナッサウ伯爵邸は貴顕の集まる建物で、政府首脳や宮廷高官が訪れることも多かった。この絵画は誰かの依頼によって描かれた作品であり、「たんに．．．ボスの創造力の趣くままに」描かれたものではない。1605年の記録には、この絵画のことが『イチゴの絵画（strawberry painting）』と記載されており、これは中央パネルの目立つ場所に赤い実をつける「イチゴの木」とも呼ばれるマドロナの木が描かれていることに由来する。また、『色欲 (La Lujuria)』と表現したスペイン人著述家もいた。

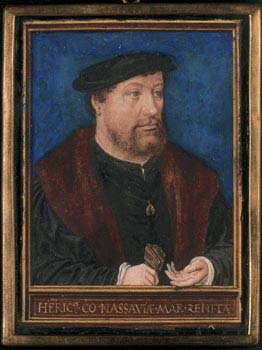
ヘンドリック3世・ファン・ナッサウ＝ブレダの肖像, ベルナールト・ファン・オルレイ, 『快楽の園』のパトロンではないかとも考えられているナッサウ＝ブレダ家出身の軍人で、熱心な美術品収集家としても知られていた

ルネサンス人文主義の洗礼を受けたブルゴーニュ領ネーデルラントの上流階級層がボスの絵画のコレクターとなっていたことも考えられるが、ボスの没年直近でその作品の収蔵場所がはっきりしているものはほとんどない。『快楽の園』の依頼主は当時ハプスブルク家統治下のネーデルラント総督あるいは支配者だったナッサウ=ヴィアンデン伯エンゲルベルト2世（1504年没）か、その後継者ヘンドリック3世・ファン・ナッサウ＝ブレダだった可能性がある。デ・ベアティスの旅行記には「奇怪なものが描かれた数枚の板絵がある。海、空、樹木、草原など様々なものが描かれ、貝から這い出る人々、四羽の鳥に運ばれる男女など、あらゆる人種がそれぞれに異なる行動やポーズで表現された作品だ」と記述されている。前述のようにこの作品はナッサウ伯爵邸に飾られており多くの人々の目に触れる機会があったため、ボスの評判や名声はヨーロッパ中に知れ渡った。『快楽の園』の評判がいかに高かったかは、ボスの死後まもなくして多くの贋作が出回ったことや、裕福なパトロンの依頼に応じた油彩、版画など多くの複製品が現存していることからも推測できる。複製されたのは中央パネルのみの場合がほとんどで、ボスが描いたオリジナルそのままに表現されているが、オリジナルよりも小さなサイズで制作されることが多く、作品の質的にも劣っている。ボスの死後に次世代の芸術家たちによって、壁面を飾るタペストリーとして複製されることもあった。
『快楽の園』は他に類を見ない異端の祭壇画であり、特に中央パネルには宗教的なモチーフが描かれていないことなどから依頼主が誰であるか不明となっていたが、1960年代に発見されたデ・ベアティスの旅行記が新たな視点を与えた。当時のフランドルの画家たちが手がけた二連祭壇画の多くは個人からの依頼で制作されたものであり、少数ではあるが個人からの依頼で制作された三連祭壇画もあった。しかしボスが描いた『快楽の園』はそれら個人所有のものとは違って異例にサイズが大きく、さらに個人から依頼された宗教絵画にはその依頼主が描かれる (en:Donor portrait) のが通例であったが、そういった人物像は描かれていない。しかしながら『快楽の園』の大胆で奔放な内容からすると、この絵画に描かれているような不道徳な行為を強く戒めていた当時の教会が依頼主とは考えにくい。しかし、数十年後の1566年には、マドリード近郊のエル・エスコリアル修道院の壁面を飾るタペストリーのモデルとして『快楽の園』が選ばれている。
ヘンドリック3世が死去すると、『快楽の園』は甥である沈黙公ウィレム1世が相続した。ウィレム1世は後にスペインに反旗を翻すオランダ革命 (en:Dutch Revolt) を主導し、オラニエ＝ナッサウ家の祖となる人物である。しかし1568年にアルバ公フェルナンドがこの作品をウィレム1世から没収し、スペインへ持ち去った。そしてフェルナンドの庶子でスペイン軍人のドン・フェルナンドの所有となっている。1591年にはスペイン王フェリペ2世が競売に掛けられていた『快楽の園』を買い取り、2年後にエル・エスコリアル修道院に奉納している。1593年7月8日の奉納記録には、「油彩三連祭壇画、ヒエロニムス・ボスによって様々な奇怪なものが描かれており、『山桃 (el Madroño ) 』と呼ばれている」という記述がある。そして1939年にエル・エスコリアル修道院が所蔵していた他の数点のボスの絵画とともにプラド美術館に移譲され、現在に至っている。『快楽の園』の保存状態は部分的によくない箇所もあり、特に中央パネルの蝶番周辺の顔料の剥落が目立っている。

## 内容

### 外面
両翼を閉じると両翼外面に描かれた絵画が前面に現れる。緑灰色のみで彩色されたグリザイユで、他の色は使用されていない。単色で描かれている理由は、当時のフランドルの画家たちが描いていた三連祭壇画の様式を踏襲したと考えられるが、キリスト教義でいう天地創造で「大地に光を」の言葉とともに創造される太陽と月が完成する前の地球を描いている可能性もある。当時の初期フランドル派の画家達が三連祭壇画の外面に描くのは単色使いの地味なグリザイユがほとんどで、これは内面に描かれた色鮮やかな絵画をより際立たせるという効果もあった。

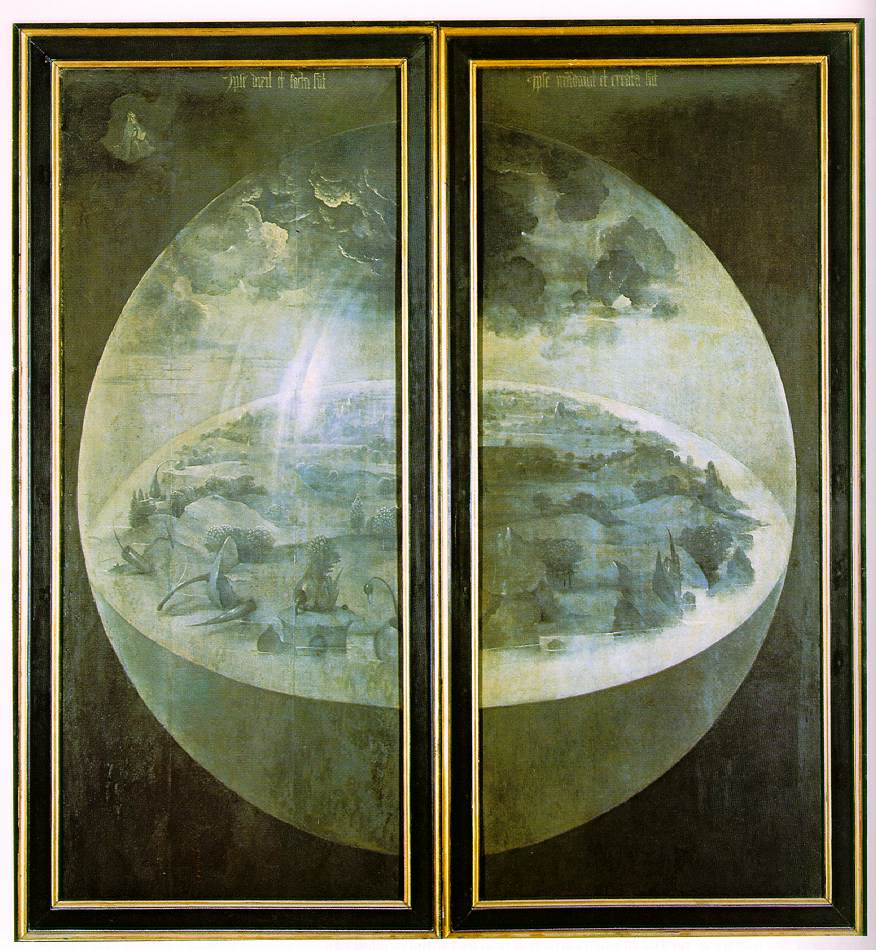
両翼を閉じると現れる外面に描かれた天地創造時の地球。おそらく天地創造三日目の大地、海、植物の創造時で、まだ人間は誕生していない。

両翼外面に描かれているのは天地創造時の地球で、植物が創造され、大地が緑で覆われはじめた原初の地球が描かれていると考えられている。当時の初期フランドル派の絵画によく見られるように、教皇冠によく似た宝冠をかぶった神の姿が左翼上部に小さく描かれている。美術史家のハンス・ベルティングによれば、神の表情と仕草はためらいがちで不機嫌な様子で描かれており、これは「自身が創造した世界がすでに自身で制御できる範囲を超えてしまっている」ためである。
ボスは神を聖書を膝にした父なる神として描いているが、神が天地創造をするにあたってその力を行使する様子は、むしろ消極的に見えるような表現で描かれている。神の上、画面上部には詩篇33-9篇からの引用「Ipse dixit, et facta sunt: ipse mandávit, et creáta sunt - まことに、主が仰せられると、そのようになり、主が命じられると、それは堅く立つ」が書かれている。また、大地は透明な球体に密閉されて描かれており、これは天地創造を描くときに昔からよく用いられた手法でもある。淡く頼りない光が辺りを包み込んでいるが、依然として薄暗い世界に存在しているのは唯一神のみである。
大地には植物が描かれているが、未だ人類もその他の動物も存在していないことから、聖書に書かれた天地創造の三日目を描いていると考えられる。また、ボスが通常であれば緑系の顔料が使用される植物を滑らかな灰色系の顔料で彩色しているため、植物だけが描かれているのか他の鉱物も同時に描かれているのかも判然としない。その大地は、雲間から射す光線をところどころ反射してきらめく海で囲まれている。外面の翼に描かれたグリザイユは祭壇画全体を構成するストーリーに重要な位置を占めている。岩石と植物だけで構成された無人の大地は、内面中央パネルに描かれた快楽にふける人類に満ち溢れた天国との相違を明確に表現しているのである。

### 左翼パネル

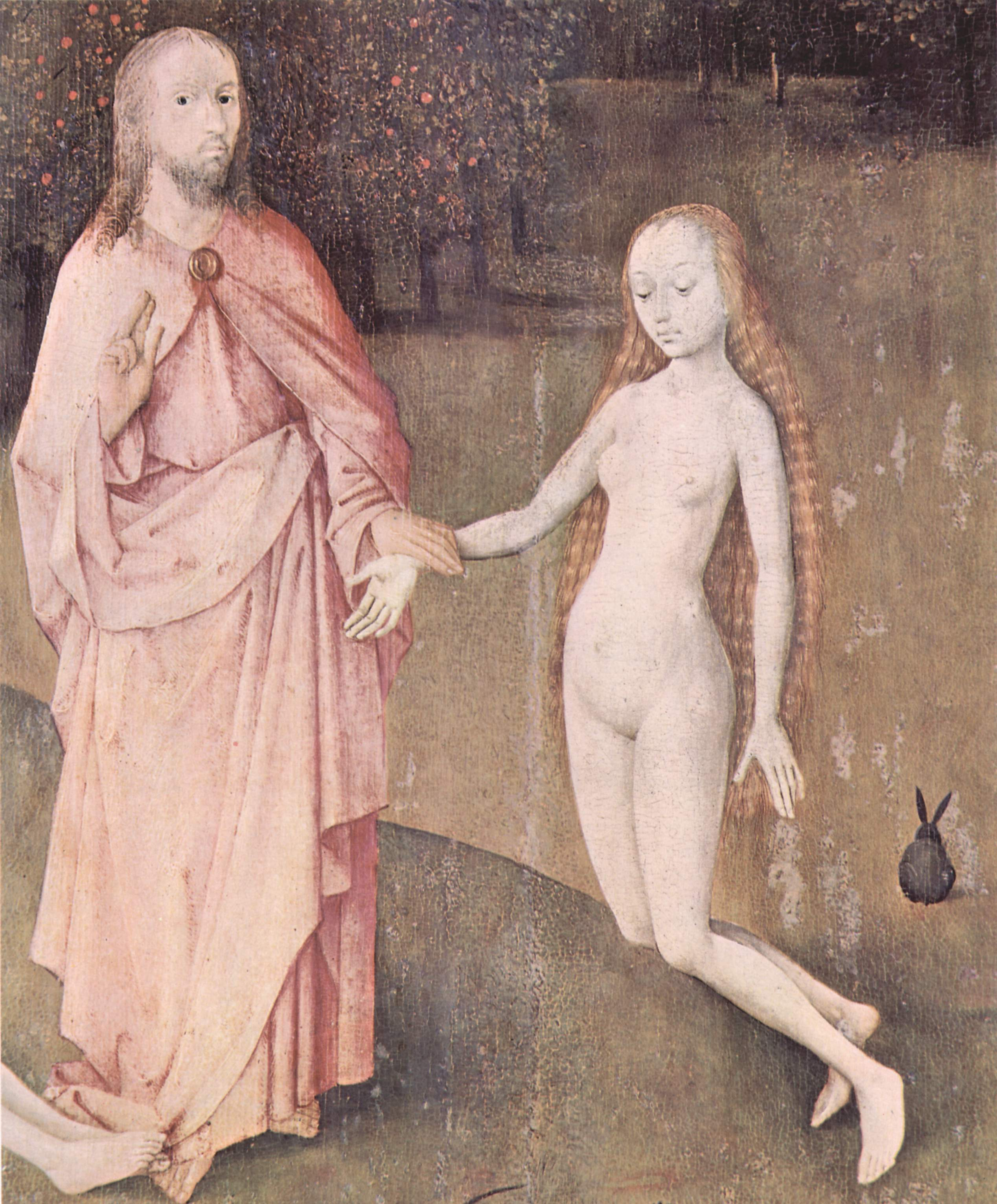
アダムにめあわされるため神に手を引かれるイヴ（左翼パネル）

地上の楽園、あるいはエデンの園を描いたもの。前景中央部には、キリストの姿をした神がアダムにイヴをめあわせる様子が描かれ、周囲には多くの種類の動物や植物が見られて、色調は明るく、いかにも穏やかな雰囲気が感じられる。しかし左下手前では食肉獣が獲物をくわえて歩いており、右後方ではライオンが獲物を襲っていて、決して単なる平和な世界ではない。また中景右端には蛇が巻き付いた木があって、これはアダムとイヴが禁断の木の実を食べることを象徴している。中央部には奇妙な形の塔が立ち、ボス特有のシュールレアリスム的な雰囲気が漂う。

### 中央パネル
後述のように現生の快楽もしくは性的快楽を表現していると考えられる。明るく鮮やかな色調が印象的で、画面の大部分を占めるのは裸体の男女の群像である。ボスと言えば怪奇幻想の画家という印象が強く、類まれな想像力による妖怪・悪魔・怪獣の如き異形のものがよく知られる。他の作品、たとえば『聖アントニウスの誘惑』や『最後の審判』はその典型であるが、本作の中央パネルにはそうしたものはわずかしか描かれていない。一見すると通常の人間集団のように見えるが、実際には様々な象徴と寓意に満ちており、多くの謎を提示して研究者たちの論議を呼んできたものである。

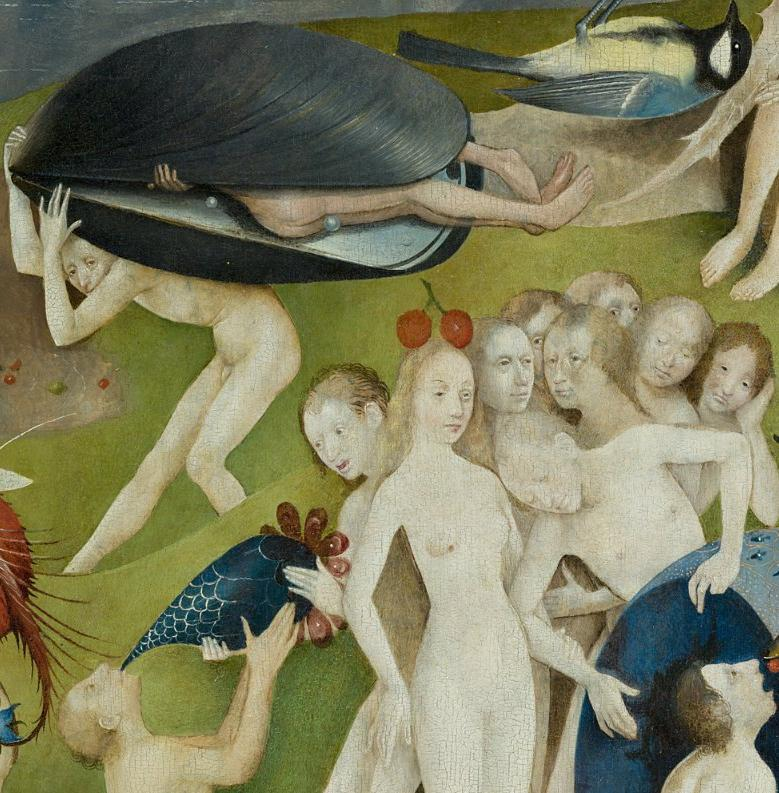
男性が担ぐイガイの貝殻から2人の脚が出ている。その下では、女性がサクランボの実をティアラか冠のように頭に付けているが、これは花嫁の象徴であろうという。（中央パネル）

画面は大きく前景・中景・遠景に分けることができる。前景では、裸体の男女が一見無秩序に群がっているようであるが、彼らは数人のまとまりを作って配置されている。裸体の人々の中で、右下に1人だけ毛皮をまとった男性が描かれており、これはアダムではないかともいわれる。人々の姿態や行動はきわめて多様で、何らかの意味が込められていると考えられる。たとえば、男が巨大なムール貝（イガイ。海産の食用二枚貝）を担ぎ、その貝の中から男女と思われる2組の脚が出ている様子は、明らかに性的な象徴である。また、2人の人間が赤いフクロウをかぶって踊っているのは、フクロウが異教の表象であることから、宗教的な意味が含まれているとされよう。他にも様々な果実が描かれており、これらはいずれも快楽を表す意味があると考えられる。
中景では人間たちに動きと流れが見られる。池で女たちが水浴している所を、男たちが動物に乗って包囲するように動いている。彼らが騎乗しているのは馬・牛・豚などのなじみのある動物だけでなく、ユニコーン・グリフォンのような想像上の怪獣も含まれる。動物に乗る行為も性的象徴とされる。
遠景では、奇妙な形をしたオブジェのような物体がいくつも配置され、その後方の空中には動物や人間がゆったりと飛んでいるように見える。
描かれた人間たちは細身でマネキン人形を思わせ、生気を欠く。しかしこれは決してボスの技術や才能の不足によるものではなく、意図的なものであろう。画面では人間に混じって巨大な鳥や蝶が描かれているが、その描写は極めて的確で写実的であり、ボスの並外れた絵画力を示している。また、黒人の身体的特徴はある程度正確ですが、現代の道徳基準には古く、当時の人種差別に影響されています（肌の色が漆黒、暖かみがないとされています）。
しかし、個々の人間たちが表現する意味はある程度推定できるものの、中央パネル全体としての主題については多くの解釈がある（後述）。

### 右翼パネル
人間たちが悪魔の群れに様々な責め苦を受ける地獄を描いた場面。人間たちを拷問する責め道具にハープ・手回し琴・笛などの楽器があることから「音楽地獄」と呼ばれる場合もある。怪奇幻想画家としてのボスの本領が発揮されており、多種多様な化け物が登場する。ここにも寓意や象徴が随所にみられる。全体に暗色が優勢であるが、明色が効果的に配置されていて強い印象を与える。

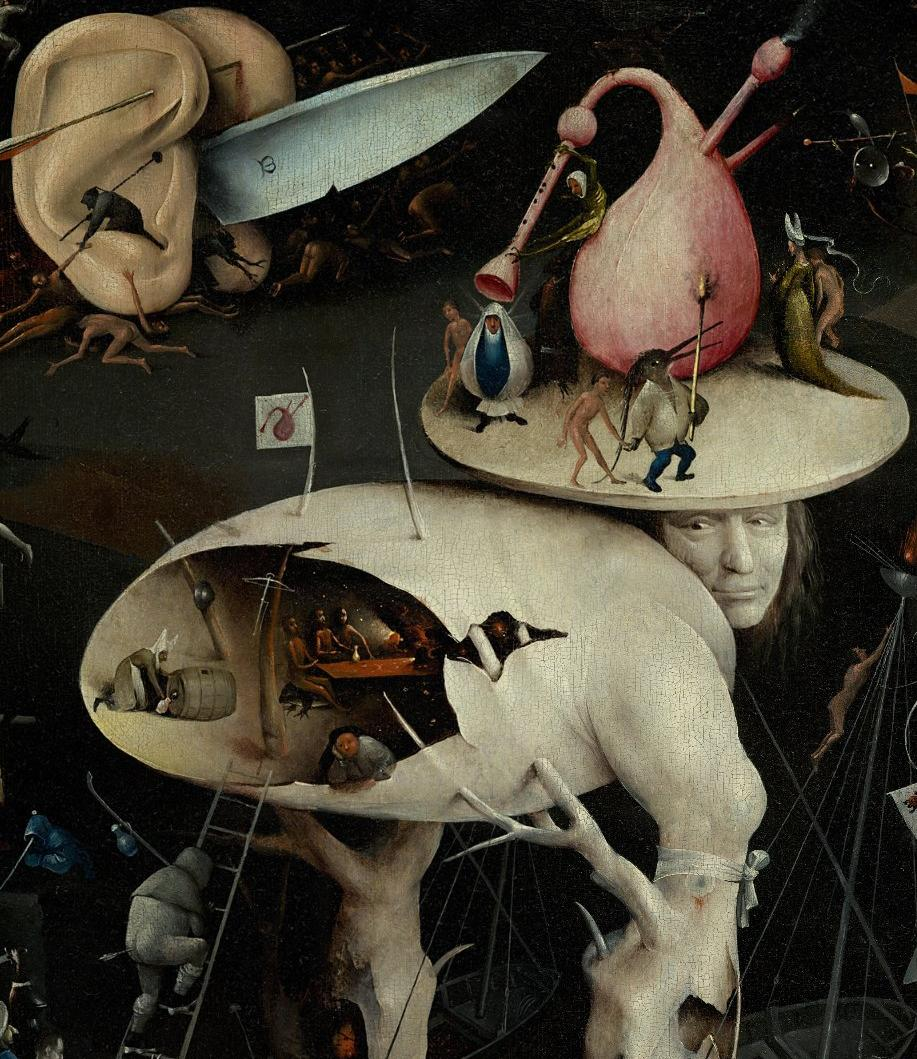
「樹幹人間」と「耳の戦車」

最も目を引くのは画面の中央部に立つ怪物である。胴体は割れた卵の殻で、中は居酒屋になっている。2本の脚は木の幹でできていて、そのため「樹幹人間」と呼ばれる。卵殻の胴の向こう側には顔があり、写実的で不気味ですらあるが、これはボスの自画像ではないかとする説もある。その頭上の円盤上にあるのは、心臓を思わせる赤い風笛（バグパイプ）である。周囲を悪魔と人間が楽しげに踊っているようであるが、前景と中景では悪魔たちが亡者を、それぞれの生前の罪に応じて責め立てている。

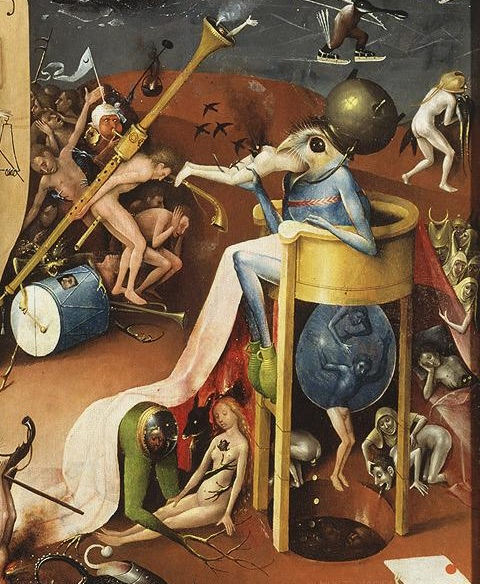
「地獄の王子」

椅子に座り、頭に丸い釜をかぶり、鳥の顔をした青い怪物（通称「地獄の王子」）が人間を飲み込んでは亡者の堕ちる穴の中に排泄しているが、これは暴食の罪への罰であると考えられている。その左側で女が怪物に尻の鏡を向けられているのは虚飾の罪への罰だと考えられている。守銭奴は尻から金貨を穴に排泄している。他にも、ボスの想像力の豊かさを明瞭に示す多種多様な怪物が描かれている。「樹幹人間」の左上には、1本の矢で貫かれ連結された巨大な耳（通称「耳の戦車」）が、ナイフを突き出して人間たちを切り裂いて進んでいる。背景は戦と火事で、戦闘場面と建物が激しく燃え盛り、人々が地獄へと追われて行く様子が描かれている。

## 作品の意味するもの
左翼や右翼の主題は比較的理解しやすいが、中央パネルの画像が意味するものは何か。裸体の群像は祭壇画としては異色であり、議論の的となってきた。
本作品の主題については諸説あり、ドイツの美術史家ヴィルヘルム・フレンガーは1947年に、これがアダム派（アダム教とも） というキリスト教の異端のために描かれたものであり、特に中央パネルはアダム派(en)の言う至福の世界の描写であると発表し、反響を呼んだが、アダム派は本作品が制作されるより半世紀以前にすでに消滅したことが確実視されている。また、本作品はスペイン皇帝に購入されたが、15・16世紀の頃のスペインは異端審問制度の最盛期で、異端を描いた芸術が公式に認められる可能性もなく、ボスも正統派のカトリック教徒であったことが分かっているので、フレンガー説には批判が強い。ボスの他の作品、たとえば『干し草車』では、中央パネルが現世の富とそれを手に入れようとする人間の醜い争いを描くことで「七つの大罪」の一つである強欲を示し、左翼にはエデンの園のアダムとイヴ、右翼では人間たちが地獄の責め苦にあう様子が描かれていることから、本作品においても、中央パネルは七つの大罪のうちの色欲の描写であり、罪を犯すことを戒める意味を持っているのではないかとするのが大雑把な見解である。当時の人々は現在のように絵画を純粋に芸術として鑑賞するのではなく、その中に盛り込まれた宗教的・道徳的寓意を読み取っていたと言われるが、本作品もそうした宗教的な含みを持たせた啓発的なものであったかと考えられる。

しかし中央パネルの主題についてはなお決定的な意見の一致はなく、現世の快楽を象徴的に描いたものとか、ノアの洪水以前の堕落した世界ではないかともいわれる。さらに細かな部分、たとえば右翼の樹幹人間や戦車もどきの耳が何を示しているのか、というようなことも分かっていない。それらの謎が見る者の想像力を刺激し、この絵の魅力の源泉になるとも言えよう。『快楽の園』をはじめとしてボスが描いた怪奇幻想的・超現実的世界は近現代の芸術にも通じる要素を持ち、シュルレアリスム の先駆と見る意見もある。

## 後世への影響

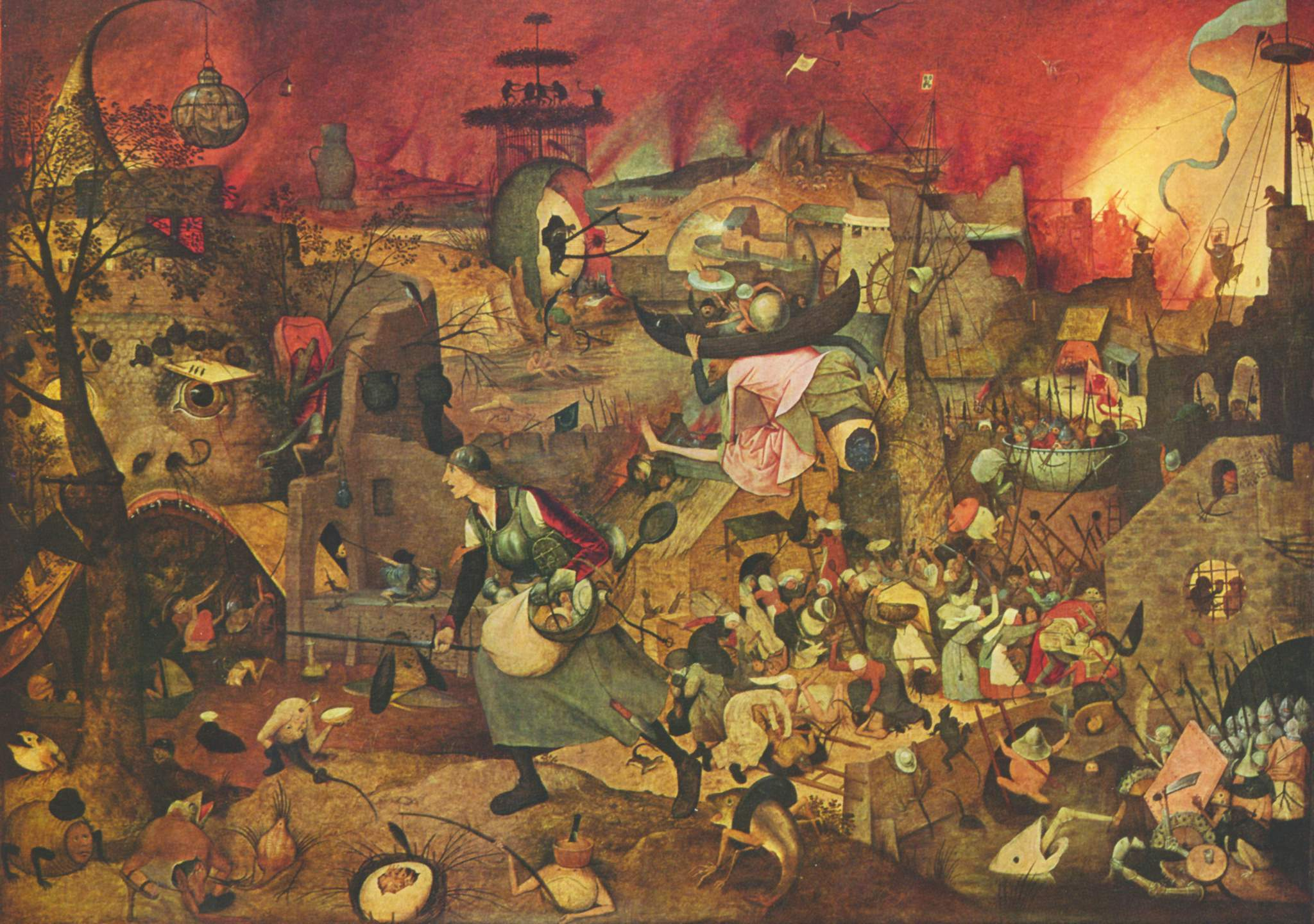
『悪女フリート』, 1562年, ピーテル・ブリューゲル,マイヤー・ファン・デン・ベルフ美術館 - 地獄の描写は『快楽の園』右翼の影響を受けている

ボスは非常に個性的な画家で、類を見ないほど空想的な作風であったため、同時代の他の優れた芸術家たちに比べるとその影響力は弱かった。しかしながら後世になり『快楽の園』の構成要素を自身の作品に取り入れる芸術家が出てくる。1525年頃に生まれたピーテル・ブリューゲルはボスの画家としての技量と創造性が非凡なものであるとして、『快楽の園』右翼から多くの要素を、現在ブリューゲルの絵画で最も有名なものとなっている数点の作品に持ち込んだ。女戦士を率いる女性を描いた『悪女フリート』や1562年頃の『死の勝利』に描かれている奇怪な生物は『快楽の園』の右翼パネルの地獄の描写を参考に描かれており、アントワープ王立美術館によれば「奔放な想像力と人目を引く色使い」も『快楽の園』から借用されている。

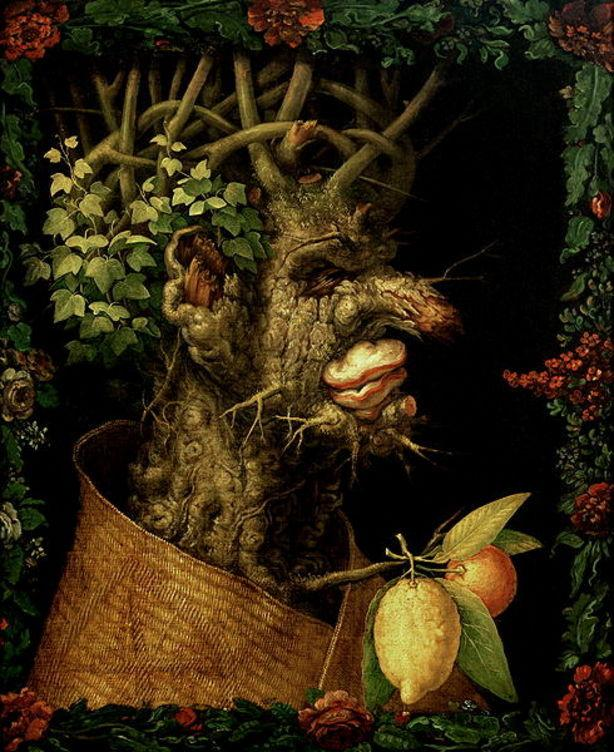
『四季（冬）』, 1573年, ジュゼッペ・アルチンボルド, ルーブル美術館 - 『快楽の園』に描かれた果物や樹木で構成される奇怪な人物像と同じく、植物の集合体で人物が表現されている

オーストリアハプスブルク家に仕えたイタリア人宮廷画家ジュゼッペ・アルチンボルド（1527年 - 1593年）はブリューゲルのような地獄の光景は描いてはいないが、風変わりで魅力的な作品を描いた。それは、野菜、根、繊維など自然界に存在する様々なもので人物の顔を表現した肖像画である。これらの風変わりな作品は、実物をありのまま正確に描写することから脱却するという、強い意志で描かれたボスの表現手法から多大な影響を受けている。17世紀のフランドル人画家ダヴィド・テニールス（1610年頃 - 1690年） は画家としてのキャリアを通じて、ボスと同じ主題の『聖アントニウスの誘惑』『地獄に連れゆかれる裕福な男』、ブリューゲルと同じ主題の『悪女フリート』などを描き、ボスとブリューゲルの世界を自身の手法で再現してみせた。
その後、20世紀初頭にボスの作品は再び脚光を浴びることになる。陶酔的な心象絵画、奔放な創造性、無意識下への放浪などの特性を持つシュルレアリスムの先駆けとなった画家たちが、ボスの絵画に新たな興味を示したのである。ボスが描いた心象イメージは、特にジョアン・ミロ とサルバドール・ダリ に多大な共感をもって迎えられた。2人とも最初にボスの絵画に触れたのはプラド美術館所蔵の『快楽の園』で、この作品に感銘を受けた両者はボスを美術史における優れた先達であるとして高く評価した。ミロの『耕地』には鳥の群れ、水面から顔を出す生物、肉体を持たない巨大な耳など『快楽の園』とよく似たものがいくつか描かれている。フランスの文学者アンドレ・ブルトンが1942年の著書『シュルレアリスム宣言』で、シュルレアリスムの萌芽として名前を挙げた芸術家はギュスターヴ・モロー（1826年 - 1898年）、ジョルジュ・スーラ（1859年 - 1891年）、そしてパオロ・ウッチェロ（1397年 - 1475年）だけであった。しかしながらシュルレアリスム運動が広まると、すぐさまボスとブリューゲルの存在がシュルレアリスムの画家たちの間で知られるようになった。ルネ・マグリットやマックス・エルンストも『快楽の園』から多大な影響を受けた画家である。
2009年にプラド美術館は『快楽の園』を、所蔵する最重要絵画14点の一つに選び、14,000メガピクセルの高解像度でGoogle Earthに登録した。

2021年12月14日には、アーティストの井上涼が制作する美術を題材としたアニメーション番組『びじゅチューン!』（NHK）にて『快楽の園』を題材とした『地元が快楽の園』が放送された。内容は、主人公は地元を愛してはいるが、恋人や友人を招待するのは勇気がいるというもの。